# Søren Christensen (jazz-violinist)
 Der er flere personer med dette navn, se Søren Christensen.
Søren Christian Christensen (28. september 1923 i Alsted – 26. juli 1981) var en dansk jazz-violinist. 
Under ophold i USA komponerede han blandt andet musik til broderen Bent Christensens film. Han boede i 23 år i Sverige, hvor han virkede sig som jazzviolinist og jazzskribent. Han kom hjem til Danmark i 1971 og blev freelance jazzmand i DR. Efter hans død blev der indstiftet en jazzpris i hans navn: Sørens penge.